# Eliahu Ben-Elissar

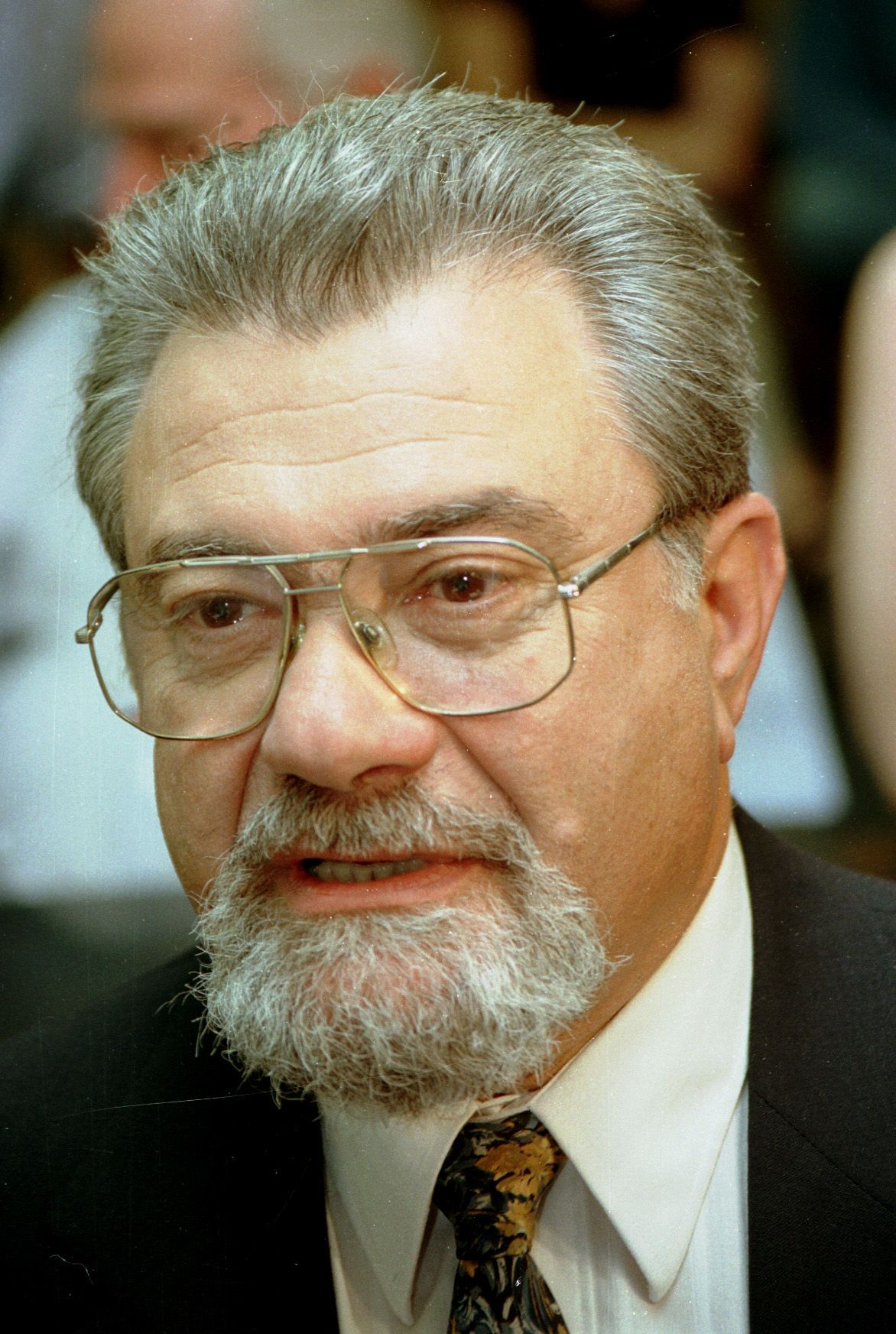
Ben-Elissar, 1996

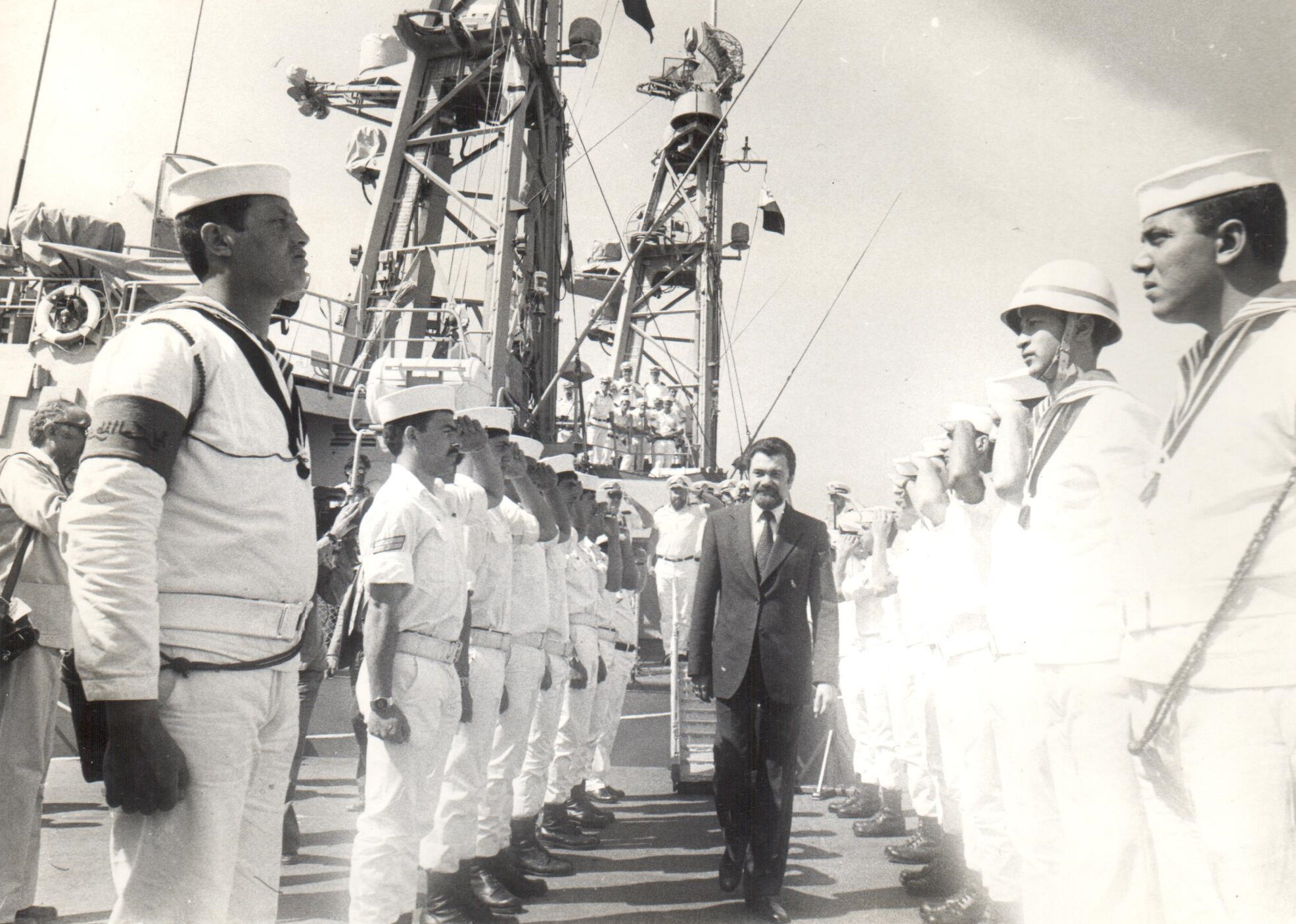
Eine Ehrengarde der ägyptischen Marine empfängt Botschafter Eliahu Ben-Elissar im Hafen von Alexandria (1980)

Eliahu Ben-Elissar (hebräisch אֵלִיָּהוּ בֶּן אֵלִישַׂר Elijjahū Ben Elīssar; * 2. August 1932 in Radom, Polen als Eli Gottlieb; † 12. August 2000 in Paris) war ein israelischer Politiker und Diplomat.

## Leben
Eli Gottlieb wurde 1932 als jüngstes von drei Kindern einer angesehenen Radomer Familie geboren. Im Alter von 10 Jahren emigrierte Eli Gottlieb 1942 zusammen mit der Radomer Familie Graucher in das britische Mandatsgebiet Palästina. Gottlieb benutzte hierzu die Einreiseerlaubnis von einem der Söhne der Familie, der jedoch schon von den Nationalsozialisten deportiert worden war. Gottlieb selbst erfuhr erst nach Ende des Zweiten Weltkrieges von dem Schicksal seiner Familie. Sein Vater war in einem Konzentrationslager gestorben, seine Mutter bei einem Verkehrsunfall kurz nach Kriegsende. Nur seine beiden Geschwister hatten überlebt.
Eli Gottlieb besuchte nach seiner Ankunft im britischen Mandatsgebiet eine Schule in Tel Aviv und schloss sich später der Irgun an. Danach diente er bis 1965 in den Israelischen Streitkräften. Anschließend studierte er an der Universität von Paris und erhielt einen Bachelor of Arts in Sozialwissenschaften sowie später einen Master of Arts in internationalem Recht. An der Universität Genf wurde er 1969 mit der Dissertation Le Facteur juif dans la politique étrangère du 3ème Reich, 1933–1939 zum Ph.D. promoviert.
Nach Erhalt seines Doktorgrades wurde Ben-Elissar als Journalist tätig und arbeitete außerdem als Sprecher der Cherut. 1977 wurde er zum Generaldirektor des Büros des Premierministers ernannt. Dieses Amt bekleidete er bis 1980, als er zum ersten israelischen Botschafter in Ägypten ernannt wurde. 1981 verließ er dieses Amt und wurde für den Likud in die Knesset gewählt. Ben-Elissar wurde insgesamt viermal wiedergewählt. Vier Monate nach seiner letzten Wiederwahl legte er 1996 sein Mandat nieder, um Botschafter in den Vereinigten Staaten zu werden. 1998 wechselte er auf den Botschafterposten in Frankreich, den er bis August 2000 innehatte. Eine Woche nach seiner Abberufung starb er am 12. August 2000 in Paris an einem Kreislaufstillstand. Ben-Elissar war zu diesem Zeitpunkt mit Vorbereitungen für seine Rückkehr nach Israel beschäftigt. Eliahu Ben-Elissar wurde auf dem Jüdischen Friedhof am Ölberg begraben.

## Schriften
- La diplomatie du IIIème Reich et les Juifs  Bourgois, Paris 1981.